# 22146 Samaan
22146 Samaan este un asteroid din centura principală de asteroizi.

## Descriere
22146 Samaan este un asteroid din centura principală de asteroizi. A fost descoperit pe 20 noiembrie 2000 la Socorro, New Mexico, în cadrul proiectului LINEAR. Asteroidul prezintă o orbită caracterizată de o semiaxă mare de 2,75 ua, o excentricitate de 0,09 și o înclinație de 7,5° în raport cu ecliptica.